# دوغ نايلور
دوغ نايلور (بالإنجليزية: Doug Naylor)‏ هو مخرج وكاتب بريطاني، ولد في 31 ديسمبر 1955 في مانشستر في المملكة المتحدة.

## وصلات خارجية
- دوغ نايلور على موقع IMDb (الإنجليزية)
- دوغ نايلور على موقع ميوزك برينز (الإنجليزية)
- دوغ نايلور على موقع قاعدة بيانات الفيلم (الإنجليزية)